# Света Богородица (Париж)
Вижте пояснителната страница за други значения на Парижка Света Богородица.
„Света Богородица“, наричана още „Парижката Света Богородица“ (на френски: Notre-Dame de Paris – произношение Нотрдам дьо Пари, влязло на български като Нотърдам дьо Пари или само Нотърдам), е средновековна католическа катедрала в Париж, Франция. Катедралата носи името на Дева Мария и е считана от мнозина за един от най-добрите примери на френската готическа архитектура. Отличава се с новаторски нервюрен кръстат свод, огромни цветни розетни прозорци, натурализъм и изобилие на скулптурна украса на фасадата, смятана за една от най-красивите Западната фасада свидетелства за овладяването на архитектурната композиция. Скулптурната украса на входните врати е безспорен връх и шедьовър на готическото изкуство. Порталът на Света Анна отдясно е най-старият (от края на 12 век); порталът на Страшния съд в центъра (1220 – 1230 г.) претърпява няколко възстановявания; порталът на Божията майка е северният, вляво и е от началото на 13 век. Порталът от южната страна на храма (строен през втората половина на 13 век) на трансепта е посветен на първия християнски мъченик Свети Стефан. Старите оригинални стъклописи са запазени само в двата трансептни розетни прозорци и на главния вход.
Строителството на катедралата започва през 1163 г. при епископ Морис дьо Сюли и до голяма степен е завършена през 1260 г., въпреки че е модифицирана често през следващите векове. През 1790-те години Нотърдам е вандализирана значително по време на Френската революция – голяма част от религиозните образи са повредени или унищожени. През 19 век катедралата е място на коронацията на Наполеон I като император, кръщението на Анри, граф Шамбор и погребенията на няколко президента на Третата френска република (Адолф Тиер, Сади Карно, Пол Думе). Тук се провеждат и церемониите по погребението на Шарл дьо Гол (1970 г.), Жорж Помпиду (1974 г.) и Франсоа Митеран (1996 г.). През 2013 г. е отпразнувана 850-годишнината от започване на строежа.
Популярността на католическата катедрала разцъфтява скоро след публикуването през 1831 г. на романа „Парижката света Богородица“ на Виктор Юго. Това довежда до основен проект за реставрация между 1844 и 1864 г. Освобождението на Париж от фашизма и нацизма в края на Втората световна война е отбелязано в катедралата през 1944 г. с изпълнението на Магнификат. От началото на 1963 г. е предприето масивно почистване на фасадата от натрупаните в продължение на векове сажди и мръсотия. Друг проект за почистване и възстановяване е осъществен между 1991 и 2000 г. По време на реставрация, покривът се запалва вечерта на 15 април 2019 г. и гори в продължение на около 15 часа, което довежда до сериозни щети.
„Парижката Света Богородица“ е един от най-известните символи на Париж и френската нация. През 1805 г. получава почетен статут на малка базилика. Приблизително 12 – 13 милиона души я посещават годишно, което я прави най-посещаваният паметник в Париж. Обявена е за исторически паметник и за световно културно наследство на ЮНЕСКО през 1991 г.

## Основни понятия

### Име и собственост
Името Notre-Dame в буквален превод от френски език означава „Нашата госпожа“ и в преносен „Нашата господарка“. То е популярно римокатолическо наименование на света Богородица или дева Мария от 13 век нататък, появило се като важна топонимия в много религиозни сгради – катедрали, базилики, църкви, параклиси, абатства, както и различни училища и университети. Отговаря например на немското Unsere Liebe Frau, италианското Nostra Signora, испанското Nuestra Seňora и полското Nasza Panna съответно. Много християнски храмове, включително в България, носят името на Божията майка.
Съгласно закона от 1905 г. за разделяне на църквата от държавата, Нотрдам е една от 70-те църкви в Париж, построени преди тази година, които са собственост на френската държава. Католическата църква е посочения бенефициент, който има изключителното право да го използва за религиозни цели за вечни времена. Архиепископията е отговорна за заплащането на служителите, за охрана, отопление и почистване, както и за гарантиране, че катедралата е свободна за посетители. Архиепископията не получава субсидии от френската държава.

### Местонахождение и характеристики
Катедралата „Парижката Света Богородица“ е издигната на Ил дьо ла Сите (остров Сите), 4-ти район на Париж, Франция на мястото на първата християнска църква, базиликата „Свети Стефан“, която от своя страна е построена върху основите на древен гало-римски храм в чест на Юпитер. Причината да се мисли така е, откритата при разкопки римска колона от 1 век. Не е ясно дали църквата, посветена на Свети Стефан е построена през 4 век и престроена по-късно, или е построена през 7 век на базата на по-стара църква. Четири други църкви съществуват на това място преди строителството на днешната катедрала.
Височината на катедралата е 35 метра, дължината е 128 метра, ширината – 48 метра, а височината на двете 3-етажни квадратни кули е 69 метра. Има общо 10 камбани, като теглото на камбаната Емануил в южната кула е 13 тона, а само езикът на камбаната е 500 килограма. Шпилът, който е разрушен при пожара през 2019 г., е 91 метра.

## История

### Начало на строителството (1163 – 1250)
Идеята за изграждането ѝ е на парижкия епископ Морис дьо Сюли, който финансира проекта със средства, получени от духовенството, краля, благородниците, дори и от дребната буржоазия. в продължение на близо два века няколко поколения архитекти и работници влагат труд по нея. Катедралата е напълно завършена през 1345 г. Тя е едно от най-великите постижения на готическата архитектура.
По не съвсем сигурни данни от летописеца Жан дьо Сен-Виктор в неговата Memoriale Historiarum (Исторически мемоари), в периода между 24 март и 25 април 1163 г. папа Александър III полага първия камък в присъствието на крал Луи VII. В сегашното състояние на информацията, традиционната дата на началото на работата на Нотърдам се счита 1163 г. Основната работа се извършва под ръководството на епископ Морис дьо Сюли и неговият наследник Одон Сюли (нямат роднинска връзка).
Между 1163 и 1182 г. се изгражда хора и двете му деамбулатории. Според летописеца Робер де Торигни, хорът е завършен през 1177 г., а главният олтар е осветен от кардинал Анри дьо Шато-Марке, легат на папата и Морис дьо Сюли, на 19 май 1182 година. Изграждането на последните четири реда на кораба, коридорите и трибуните става между 1182 и 1190 г. Строителството на кораба започва през 1182 г., след освещаването на хора. Някои дори мислят, че работата започва през 1175 г. но е спряна, след като четвъртият период оставя незавършен кораба. От 1190 до 1225 г. се извършва изграждане на основата на фасадата и първите два реда на кораба. Строителството на фасадата започва през 1208 г. В тази година са изградени и украсени порталите. Подът датира от 1220 – 1225 г. Изграждането на първите участъци на кораба е възобновено през 1218 г. за противодействие на фасадата. Периодът 1225 – 1250 г. се характеризира с изграждане на горната част на фасадата и двете кули и разширяване на високите прозорци (отстраняване на малките розетни прозорци) за премахване на тъмнината (около 1230 г.). В същото време покривът е сменен. Южната кула е завършена през 1240 г., а северната е достроена през 1250 г. Идеята за шпил на кулите е изоставена. По това време катедралата всъщност е завършена и напълно функционираща. По-късните фази се отнасят до допълнения, украшения, ремонти и модификации.
По това време е установено, че порталите на трансепта, построени в романски стил, контрастират със строгостта на стила с голямата готическа фасада, богато украсена по вкуса на тогавашното време. Реконструкцията на романските части след това е прибързано решена от епископ Рено де Корбей (1250 – 1268 г.).
Главните строители удължават трансепта, първо на север, след това на юг. Работата по южния кръст е завършена от Пиер дьо Монтрей, на когото дължим южната фасада на трансепта и също толкова красивия розетен прозорец. Той също завършва параклисите и червената врата. По подобен начин започва да заменя опорите на хора. Неговият наследник Пиер дьо Шел започва параклисите през 1296 г. Те са завършени от Жан Рави от 1318 до 1344 година. Той също започва да прави хорова ограда. През 1344 г. неговият племенник Жан дьо Бутей продължава работата до 1363 г. След смъртта му, неговият заместник Реймон дьо Темпл завършва работата, включително превъзходната ограда на хора.

### Западане
На 16 декември 1431 г. детето-крал Хенри VI от Англия е коронован за крал на Франция в Нотърдам, на десет години, защото традиционната църква на Реймската катедрала е под френски контрол.
По време на Ренесанса готическият стил вече не е на мода, вътрешните колони и стените на „Света Богородица“ са покрити с гоблени.
През 1548 г. бунтовниците хугеноти увреждат някои от статуите, считайки ги за идолопоклоннически.
Фонтанът в парка е добавен през 1625 г., за да осигури на парижани течаща вода.
Крал Луи XIV, по настояване на баща си, Луи XIII, решава през 1699 г. да направи значителни изменения в катедралата. Той възлага на Робер дьо Кот обновяването. Кот заменя старата с разкошна нова позлатена ограда от ковано желязо, отваря хора и деамбулаторията и сваля гробниците в кораба. Произведени са нови мебели, както и настоящият висок олтар, изобразяващ Луи XIV и Луи XIII на колене пред Пиета. През 1709 г. Антоан дьо Ла Порт поръчва на Луи XIV шест картини, изобразяващи живота на Дева Мария за да украси хора. По същото време Шарл де Ла Фос рисува своето „Поклонение на Маговете“, сега в Лувъра. Луи Антоан дьо Ноай, архиепископ на Париж, обширно модифицира покрива през 1726 г., обновявайки рамката и премахвайки гаргойлите с оловни улуци. Ноай също укрепва опорите, галериите, терасите и трезорите. През 1756 г. каноните на катедралата решават, че вътрешността му е твърде тъмна. Средновековните витражи, с изключение на розетните прозорци, са отстранени и заменени с обикновени, бели стъкла.

### Френската революция (XVIII век)
През февруари 1791 г., чрез поредица от постановления на Учредителното събрание по предложение на кметството на Париж, катедралата Нотърдам в Париж става седалище на енорията на града чрез прехвърляне на правомощия, упражнявани дотогава до малки църкви на острова
По време на Френската революция, много актове на вандализъм са извършени в катедралата. През това време много от съкровищата на катедралата са унищожени или ограбени. Двадесет и осемте статуи на библейските царе, разположени на западната фасада и погрешно взети за статуи на френски крале, са обезглавени по личната разпоредба на Робеспиер. 21 от 28-те оригинални глави и много други фрагменти са открити през 1977 г., като тези глави сега са в музея Клюни. Всички големи статуи на порталите също са били унищожени, с изключение на Богородица. За известно време богинята на свободата заменя Дева Мария на няколко олтара. По време на култа на Разума Парижката Света Богородица е преименувана с указ в Храм на Разума на 10 ноември 1793 г., празника на свободата. Този култ е организиран от Пиер-Гаспард Шомет, а главният олтар е превърнат в олтар на бога Разум. В края на ноември същата година католическото богослужение е забранено в Париж. След това катедралата се превръща в склад за храна.

### Реставрация (XIX век и XX век)
През юли 1801 г. Наполеон Бонапарт подписва споразумение с папата за възстановяване на признаването на католицизма и катедралата официално е върната на Църквата на 18 април 1802 г. На 2 декември 1804 г. Наполеон и съпругата му Жозефин са короновани за император и императрица на Франция. Катедралата е и мястото на брака на Наполеон с Мария-Луиза Австрийска през 1810 година.
„Света Богородица“ функционира в началото на 19 век, но е наполовина разрушена отвътре и очукана навсякъде. През 1831 г. романът „Парижката Света Богородица“ от Виктор Юго, публикуван на английски език като „Гърбушкото от Нотр Дам“, има огромен успех и привлича вниманието към катедралата. През 1844 г. крал Луи-Филип нарежда църквата да бъде възстановена. Поръчката за възстановяването е спечелена от двама архитекти, Жан-Батист-Антоан Ласус и Йожен Виолет-льо-Дюк, който тогава е само на 31 години. Те ръководят голям екип от скулптори, стъклари и други занаятчии, които работят, наподобявайки оригиналната декорация от рисунки или гравюри, или ако няма модел, добавят нови елементи в духа на оригиналния стил. Те правят по-висока и по-богато украсена реконструкция на оригиналния шпил (включително статуя на свети Тома), както и добавят скулптури на митични същества. Възстановяването отнема двадесет и пет години.
По време на Освобождението на Париж през август 1944 г. катедралата понася някои незначителни щети от куршуми. Част от средновековното стъкло е повредено и заменено със стъкло с модерни абстрактни дизайни. На 26 август в катедралата се провежда специална литургия в чест на освобождението на Париж от германците, на която присъстват генералите Шарл дьо Гол и Филип Льоклер дьо Отклок.
През 1963 г. по инициатива на министъра на културата Андре Малро и по повод 800-годишнината на катедралата, фасадата е почистена от наслоените с векове сажди и мръсотия, възстановявайки я до оригиналния ѝ белезникаво бял цвят.
Художествените произведения, реликви и други антики, съхранявани в катедралата, включват предполагаемия трънен венец, който Исус носи преди разпятието му и част от кръста, на който е бил разпънат; орган от 13 век, прозорци с витражи и бронзови статуи на 12-те апостоли.

### Реставрация (XXI век)
Комплектът от четири камбани от XIX век в северните кули е разтопен и преработен в нови бронзови камбани през 2013 г., за да се отпразнува 850-годишнината на сградата. Те са създадени, за да пресъздадат звука от оригиналните камбани на катедралата от XVII век. Въпреки реставрацията от 90-те години на миналия век, катедралата продължава да показва признаци на влошаване, което кара националното правителство да предложи нова програма за обновяване в края на 2010 г. Целият ремонт се очаква да струва 100 милиона евро, което архиепископът на Париж планира да набере чрез средства от националното правителство и от частни дарения. Реновирането на шпила на катедралата от 6 милиона евро започва в края на 2018 г. и продължава през следващата година, което изисква временно премахване на медни статуи на покрива и други декоративни елементи дни преди пожара през април 2019 г.
Нотърдам започва едногодишно празнуване на 850-ата годишнината от поставянето на първия блок на катедралата на 12 декември 2012 г. По време на тази годишнина на 21 май 2013 г., Доминик Вене историк и националист, поставя писмо на църковния олтар и се застрелва, като умира веднага. Около 1500 посетители са евакуирани от катедралата.
Френската полиция арестува двама души на 8 септември 2016 г., след като в близост е намерена кола със седем газови бутилки.
На 10 февруари 2017 г. френската полиция арестува четирима души в Монпелие, за които властите вече са известени, че имат връзки с радикални ислямистки организации по обвинение в заговор за нападение на катедралата. По-късно същата година, на 6 юни, посетителите са затворени в катедралата, след като човек с чук напада полицай отвън.

### Пожар през 2019 г.
На 15 април 2019 г. в 18:50 местно време избухва пожар на покрива на катедралата, причинявайки срутването на шпила и покрива. Първоначално размерът на щетите е неизвестен, както и причината за пожара. Предполага се, че пожарът е свързан с текущите ремонтни дейности. Говорител заявява, че сводът на сградата също е застрашен. Според френските власти, катедралата е била само на „15 до 30 минути“ от пълно унищожение вследствие на структурните повреди, толкова тежки, че вероятно биха довели до падането на сградата.
Пожарникарите успяват да запазят фасадата, кулите, стените, опорите и стъклописите. Великият орган, който има над 8000 тръби и е построен от Франсоа Тиери през XVIII век, също е спасен, но претърпява щети от водата. Поради реставрационни дейности, извършвани към момента на пожара, медните статуи върху шпила са били отстранени преди това. Каменният свод, който оформя тавана на катедралата, има няколко дупки, но иначе е непокътнат.
От 1905 г. френските катедрали са собственост на държавата, която ги стопанисва. В случай на щети при ремонт някои разходи могат да бъдат възстановени от застрахователи, ако се установи, че са причинени от работещите на обекта. Френска застрахователна компания осигурява застрахователно покритие за две от фирмите, работещи по възстановяването на Нотърдам. Същата компания е застраховала и някои от реликвите и произведенията на изкуството в катедралата.
Президентът Еманюел Макрон казва, че около 500 пожарникари са помогнали за борбата с пожара. Един пожарникар е сериозно ранен и двама полицейски служители са наранени по време на пожара. Той обещава, че Нотр Дам ще бъде възстановена, и призовава работата да бъде завършена до пет години. Организиран е и международен архитектурен конкурс за преустройство на покрива и шпила.
След трагичния инцидент френските власти, бизнесмени, обществени организации и голяма част от обществото на Франция и Европа, започват да събират средства за възстановяването на емблематичната катедрала. Към 23:00 часа на 16 април, даренията събрани за ремонта на катедралата наброяват около 700 милиона евро. Към 18 април даренията за „Парижката Света Богородица" достигат 1 милиард евро. Въпреки това все още няма точна оценка за разходите за възстановителните дейности.
След продължил над 5 години ремонт на 7 декември 2024 г. катедралата отново отваря врати.

## Архитектура и екстериор

### Западна фасада
Катедралата „Парижката Света Богородица“ е един от върховете във френското готическо изкуство с удивителен баланс на пропорциите и хармоничната си фасада.
Западната фасада е главната и най-известна фасада на „Парижката Света Богородица“. Тя съответства до голяма степен на виждането на Йод дьо Сюли, епископ на Париж от 1197 до 1208 година. Архитектите от 1200-те години прилагат традиционния стил на „хармонична фасада“ – симетрична с три портала (големи входни врати), като централният е по-широк, а двата странични са с мощни кули, подслоняващи камбаните. Тристранното хоризонтално деление обаче не отразява вътрешното разделение на сградата на пет нефа. Изграждането продължава половин век, от 1200 до 1250 г. Архитектурният му състав е прост геометричен дизайн. Широчината е 43,5 метра (135 фута), а височина 45 метра (141 фута), с изключение на височината на кулите. Тя се състои, от долу нагоре, от трите портала и четирите статуи в нишите на подножието (от ляво надясно на Свети Стефан, след това на двете алегории, Църквата и Синагогата и Свети Дионисий), галерията на царете, а след това етаж, в центъра с розетен прозорец на запад 9,6 метра в диаметър, който изглежда като ореол на статуята на Дева Мария и на двете страни под кулите, прозорци, покрити с малки розетни прозорци, накрая последен етаж от колонади, увенчани с галерията от химери (митологични същества по ъглите), свързващи двете кули и простиращи се на четирите страни. Преди всичко на север и на юг самите кули са с плоски покриви.
Фасадата, както строга, така и праволинейна, изненадващо подчертава кръга от стъклопис в центъра на квадрат от повече от 40 метра. Точно на нивото над трите портала е галерията на царете на Юда (а не на царете на Франция). Тези реконструкции са дело на Виолет-льо-Дюк (самият той е представен) и оригиналните фрагменти могат да се видят в Националния музей на средните векове в хотел Клуни в Париж. Фасадата се поддържа от външната страна на четири подпори, по две за всяка кула, които оформят трите портала. На тези опори, ниши подслоняват четирите статуи, реконструирани през деветнадесети век от екипа на ресторантьорите на Виолет-льо-Дюк.

### Южна, северна и източна фасада
Започнат от Жан дьо Шел през 1258 г., порталът Сен-Етиен е завършен от Пиер дьо Монтрьой. Намира се в южната част на трансепта. Тимпанът на портала Сен-Етиен е зает от барелефи, които разказват историята на първия християнски мъченик, Свети Стефан, според „Деянията на апостолите“ – Свети Стефан проповядва християнството, Свети Стефан пред съдията в долния регистър, убийството с камъни на Св. Стефан и полагането му в гроба в средния регистър и благословението на Христос, заобиколен от два ангела в горния регистър. Трюмото съдържа голяма статуя на Св. Стефан, дело на Жофроа-Дешомме, изпълнена през деветнадесети век.
Тройната арка на вратата е изсечена от не по-малко от двадесет мъченици, на които ангелите предлагат корони. Тук откриваме Свети Дионисий без глава, Свети Винсент, Свети Морис, Свети Лоран, Свети Климент, Свети Георги и други, чиято самоличност не може да се определи. От всяка страна на портала се намират три статуи на апостоли, също модерни, предназначени да заменят онези, които са разрушени от вандалите на Френската революцията. Над портата има перфориран фронтон, увенчан от великолепен розетен прозорец на юг, подарен на катедралата от Сент Луи. Подобно на северната, розетката на юг е с диаметър 13,1 метра, а ако добавим скрития прозорец, общата височина на купола е почти 19 метра.
Тази розетка е възстановена от Виолет-льо-Дюк през 19 век, което би попречило на впечатлението за ротация на прозореца на розата. Архитектът-реставратор открива значителен срив на зидарията, и трябва изцяло да промени фасадата. Той завърта розетката на 15 градуса с единствената цел да му придаде стабилна вертикална ос, за да се укрепи окончателно и да избегне срутване. Майсторът на стъклокерамиката Алфред Жерент възстановява прозорците в 13 век и възстановява липсващите медальони в духа на Средновековието.
На горния етаж на фасадата се издига забележителен фронтон над розетния прозорец. Това е един от най-добрите примери на построени по това време фронтони (1257 г.). Самият той има розетка, която осветява височината на трансепта. На архивалта на розетката е поставена антаблетура, носеща балюстрада, зад която има галерия. Това позволява преминаване от горните галерии на изток на катедралата към тези на запад по покривите. Дебелината на фронтона е 70 сантиметра. Три статуи украсяват горната част и двата долни ъгъла на фронтона. На върха е Христос, който се появява в съня на Свети Мартин, облечен в половината от мантията, дадена на бедните според легендата. Останалите две статуи отляво и отдясно на фронтона представят Свети Мартин и Свети Етиен. Всички създават впечатление за голяма хармония. Розетката е с пропорция, перфектно свързана с голямата розетка на трансепта. Според Виолет-льо-Дюк великата красота на тази конструкция не е надминавана другаде в готическата архитектура.
Почти винаги лишена от слънчева светлина и разположена на оживена улица, северната фасада е по-непопулярна сред посетителите спрямо южната. Малко по-малко украсена, тя е разделена на три етажа. Най-ниското ниво е това на портала, увенчан с голям фронтон. Средното ниво се състои от гигантски стъклен покрив, включващ големия розетен прозорец от тринадесети век. Най-горният етаж е този на триъгълния пиньон, който маскира края на тавана на северното крило на трансепта.
На портала има статуя на Богородица. Тази статуя успява да се спаси от разрушението през 1793 г., но бебето, което носи, е повредено. Казва се, че това е съпругата на Сент Луи, Маргарита Прованска, която служи за модел на скулптора. Шестте статуи, разрушени по време на революцията не са възстановени през деветнадесети век по време на великата реставрация, водена от Виолет-льо-Дюк. Долната част на тимпана, преградата, представлява сцени от детството на Христос. Тези скулптури са сред най-красивите творби. Те показват ролята на Мария от детството на Исус. Четирите сцени са рождението на Исус, приносът в Ерусалимския храм след раждането на Исус, преследването на деца от цар Ирод и бягството в Египет на Йосиф и Мария, за да защитят детето.
Северната фасада има същите архитектурни елементи като южната: красив фронтон на портала, галерия от витражи и розетен прозорец. Този велик шедьовър на готическата религиозна архитектура е с диаметър повече от 13 метра.

### Портали
Катедралата има три портала (входа) на западната фасада. Първият е наречен на името на Света Ана (майката на Дева Мария), средният изобразява Страшния съд, а третият е посветен на Дева Мария. Двата крайни портала са напълно идентични и са по-малки от средния. Легендата разказва, че майсторът прави първо крайните два, но не може да направи средния, тъй като си продава душата на дявола и някой друг трябва да го завърши, затова той се различава от останалите два. Над порталите е разположен розетен прозорец с диаметър 9,6 m, а под него се намират 28 статуи на библейски личности, царе от Юдейското царство, между които са Давид и Соломон. Много от тези статуи са обезглавени или разрушени по време на Революцията. Някои от тях са открити по-късно при разкопки и се намират в музея.

#### Портал на Страшния съд
Порталът на Страшния съд е главният портал на катедралата. Тимпанът датира от 1210 г. Представлява сцените на последния съд – когато според християнската традиция мъртвите са възкресени и съдени от Христос. В горната част може да се видят мъртвите, които излизат от гробовете си. Те са събудени от двама ангели, които от всяка страна свирят с тръби. Сред тях могат да се видят папа, цар, жени, войни и дори африкански чернокожи.
Архангел Михаил използва везна за претегляне на грехове и добродетели. Два демона се опитват да наклонят везните на своя страна. Избраните са отляво, а отдясно окованите и прокълнати да отидат в ада, бутани от други демони, грозни и рогати. На горния регистър Христос с разголено тяло, за да покаже раните си, ръководи този божествен съд. Два ангела, стоящи отдясно и отляво, държат инструментите на Страстта. От двете страни Дева Мария и Свети Йоан са на колене и молят за милостта на Христос.
По това време сцената е изцяло боядисана и позлатена. Събрани в рая, ангелите, които гледат сцената на страшния съд, изглеждат по-скоро любопитни и учудени. Общото впечатление далеч не е песимистично. Адът заема само една малка част от цялото, основно се подчертава божествената милост. Дева Мария, светците на рая, символизирани от Св. Йоан, се застъпват за човечеството и образът на Исус, показващ своите рани, напомня, че той идва на земята като Изкупител.
Сцената на Страшния съд също е включена в много други готически катедрали, включително Нотр Дам дьо Шартър, както и тези на Амиен, Лаон, Бордо и Реймс. Този портал, включително и сцената на Съда преживяват опустошения през втората половина на 18 век.
По време на реставрацията през 19 век, Виолет-льо-Дюк премахва останалите странични части на горната част и ги поставя в музея. След това изцяло реконструира целия Съд, включително липсващите части. Така само горната част на сцената датира от 13 век, а двете ниски части са по-нови. От лявата страна на рая са мъдрите девици, а от другата страна стоят глупавите девици. Техните скулптури също са преработени през 19 век. Под големите статуи на пиедестала има два барелефа във формата на медальони, един отляво, а другият отдясно с изображения на добродетели и пороци според сцени от живота, лесно разбираеми за християните от онова време. Всички тези сцени са на около осем века.

#### Портал на Дева Мария
Този портал е посветен на Дева Мария. Той е малко по-голям от портала на Страшния съд и датира от 1210 г. Тежко повреден през 1793 г. (деветте големи унищожени статуи), той е обект на значителна реставрация през 19 век, благодарение на богата документация, послужила като основа за възстановяване на статуите. В стената на фасадата, около арките на тимпана има заострен жлеб. Строителите искат този портал да бъде различен от другите в чест на Дева Мария, на която е посветена катедралата.
Порталът има два щурца. В долния са царете на Израел и пророците, които обграждат Ковчега на Завета. Той е точно над балдахина, покриващ статуята на Дева Мария с детето, стъпвайки на змията, символ на Сатана и разположена в трюмо на портала (възстановен през 19 век). Горният щурц представлява „успяването“ (смъртта) на Дева Мария. Два ангела я вадят (или слагат) в гробницата в присъствието на Христос, който благославя майка си и показва с лявата си ръка корема, където Божието Слово е било плът. Апостолите, включително свети Павел, обграждат починалата.
На върха на тимпана е изобразена коронацията на Дева Мария. Тя седи отдясно на Христос и ангел, стоящ над нея, поставя златна корона на главата ѝ.
Арките около тимпана са заети от пророци, царе, ангели и патриарси, както и животински скулптури под краката на големите статуи от лявата страна. Четирите големи статуи на левия панел на портала на Дева Мария, възстановени през деветнадесети век, представляват неидентифициран крал или император и свети Денис обезглавен, носещ главата си и заобиколен от два ангела. Големите статуи от дясната страна на портала на Богородица представляват Св. Йоан Кръстител, Св. Стефан, Св. Женевиева и папа Силвестър. Осакатените барелефи на нишите под тези статуи представляват сцени от живота им, а други представляват зодиака, работата на месеците сред бедните и богатите, сезони и възрасти на живота.

#### Портал на Света Ана
Порталът Света Ана е посветен на живота на Света Ана, майката на Дева Мария. Състои се предимно от скулптурни парчета около 1140 – 1150 г. за по-малък портал. Затова могат да се различат в украшението на портала частите от XII век (тимпана и горната част на горна част, две трети от скулптурите на архиволтите, осемте големи статуи на кейовете, трюмо) и други от XIII век (долната част на горната част и другите статуи на арката на архиволтите).
Четирите големи статуи от лявата страна на портала, разрушен по време на революцията, са заменени с тези от XIX век. От ляво надясно: Илия, вдовицата на Сарепта, Соломон и Св. Петър.
Трюмото на портала представя голяма статуя на свети Марсел, епископ на Париж, стъпващ под крака на дракона на легендата. Това всъщност е копие, направено през деветнадесети век. Оригиналът е в горната стая в северната кула. През 1793 г. статуята на св. Марсел е осакатена (лицето), а осемте статуи на кейовете повредени. Короните също са повредени. За щастие, някои фрагменти са преоткрити по-късно (включително и голям брой през 1977 г.), така че днес успяват да ги реконструират повече или по-малко. Осемте големи статуи на кейовете датират от деветнадесети век. Те представляват от ляво надясно и последователно: Илия, вдовицата на Сарепта, Соломон и Св. Петър, Св. Павел, Давид, Сивилите, „пророците“ Христос и Исая.
Двете прегради са видимо издълбани на различни дати и от скулптори в различен стил. Долната е от по-ранен период, добавена, когато порталът е сглобен в началото на XIII век. Представя серия от герои с тежки форми, които имат непропорционална глава и облечени с твърде големи драперии. На горния участък са изобразени сцени от живота на Св. Ана и Богородица.
Този портал е известен най-вече с противоречията около двама от героите на този тимпан. Около групата, включваща величествената Дева, държаща детето Исус Христос в ръцете си и два ангела, са две фигури: епископ и цар. Според преданието те представляват епископ Морис дьо Сюли, основател на Нотърдам, и Луи VII, крал на Франция по това време. Но някои експерти поставят под въпрос тази теория и твърдят, че религиозната фигура е Сен Жермен, епископ на Париж през шести век, и че царят е Хилдеберт I, син на Хлодвиг I. Други експерти дори твърдят, че тези символи не могат да бъдат идентифицирани.
Порталът има възхитителни панти, шедьоври на ключарската железария от дванадесети век.

### Кули и шпил

#### Шпил
Първият шпил е построен върху средокръстието на трансепта през 13 век, най-вероятно между 1220 и 1230 година. Такива високи сгради са изложени на ефектите на вятъра, който огъва и отслабва техните структури. По тази причина шпилът бавно се деформира и гредите се изкривяват. Първият шпил е разрушен през 1786 г., след повече от пет века съществуване.
Катедралата остава без шпил до реставрацията, ръководена от Йоже Еманюел Виолет-льо-Дюк и извършена от Ателие Мондюи в средата на 19 век. Този нов шпил, изработен от дъб, покрит с олово, тежи 750 тона. Рухва, обхванат от пламъци на 15 април 2019 г., по време на пожара в катедралата.
Шпилът се пази от статуите на дванадесетте апостоли и четирите евангелисти, изработени от мед. Една от тези статуи е на Свети Тома. По време на пожара през 2019 г. статуите вече са преместени на друго място, защото са депозирани няколко дни по-рано за възстановителни работи. Те са дело на Адолф-Виктор Жефрой-Дешом и представляват хармоничен ансамбъл в духа на тринадесети век. Апостолите са обърнати към Париж, с изключение на един от тях, свети Тома, покровител на архитектите, който е обрърнат към шпила. Тома има чертите на Виолет-льо-Дюк, архитектът на шпила, който се обръща, сякаш за да съзерцава за един последен път своята творба.
Накрая петелът в горната част на шпила съдържа три реликви: малък пакет от трънен венец (светата корона), един от Свети Дионисий и друг от Света Женевиев. Тези реликви са поставени там през 1935 г., по времето на Жан Вердие, френски кардинал и архиепископ на Париж.

#### Двете кули на западната фасада
Двете кули са високи по 69 метра и са най-високите структури в Париж до завършването на Айфеловата кула през 1889 г. Кулите са последният основен елемент от катедралата. Южната кула е построена първо, между 1220 и 1240 г., и северната кула между 1235 и 1250 г. По-новата северна кула е малко по-голяма, както може да се види, когато се гледа директно пред църквата. Контрафът или опората на северната кула също е по-голяма.
Северната кула е достъпна за посетители чрез стълбище, чийто вход е от северната страна на кулата. Стълбището е с 387 стъпала и има спирка в готическата зала на нивото на розетния прозорец, където посетителите могат да разгледат колекция от картини и скулптури от по-ранни периоди от историята на катедралата. Десетте камбани на катедралата са разположени в южната кула.
Воден резервоар, покрит с олово, между двете кули – зад колонадата и галерията и пред кораба и пиньона осигурява вода за гасене на пожари.

### Розетни прозорци
- Най-ранният, западният розетен прозорец (около 1225 г.)
- Южният розетен прозорец
- Северният розетен прозорец (около 1250 г.)
- Северният прозорец с 18 вертикални прозореца

Още с влизането може да се забележат високия кораб, широката галерия, хора и централния олтар. Розети от 13 век красят катедралата на запад, север и юг и са сред най-известните характеристики на катедралата.
Витражът на северната розета изобразява Света Богородица, заобиколена от персонажи от Стария завет и е създадена около 1250 г.
Витражът на южната розета, забележителна със своя размер и артистичност, показва Исус Христос, заобиколен от девите, светците и 12-те апостоли. Издигната е около 1260 г. и е 12,9 метра в диаметър. Дадена е на катедралата от крал Луи IX от Франция, известен като Сент Луис. Има 94 медальона, подредени в четири кръга, изобразяващи сцени от живота на Христос и тези, които са свидетели на времето му на земята. Вътрешният кръг има дванадесет медальона, показващи дванадесетте апостоли. Следващите два кръга изобразяват известни мъченици и девици. Четвъртият кръг показва двадесет ангели, както и светии, важни за Париж. Третият и четвъртият кръг също имат някои изображения на старозаветни предмети. Третият кръг има някои медальони със сцени от новозаветното „Евангелие на Матей“, които датират от последната четвърт на 12 век. Това са най-старите стъкла в прозореца.
Допълнителни сцени в ъглите около прозореца включват слизане на Исус в ада, Адам и Ева, възкресението на Христос. Свети Петър и свети Павел са в долната част на прозореца, а на върха Мария Магдалена и Йоан Богослов. Над розетата има прозорец, изобразяващ триумфално Христос, седнал на небето, заобиколен от апостолите си. По-долу са шестнадесет прозорци с рисувани образи на пророци. Те не са част от оригиналния прозорец, а са рисувани по време на реставрацията през 19 век под ръководството на Йожен Виолет-льо-Дюк.
Южната розета има трудна история. През 1543 г. тя е повредена и не е възстановена до 1725 – 1727. Тя е сериозно повредена по време на Френската революция от 1830 г. Разбойници изгарят резиденцията на архиепископа до катедралата и много от стъклата са унищожени. Прозорецът е изцяло възстановен от Виолет льо Дюк през 1861 г. Той завърта прозореца на петнадесет градуса, за да му даде ясна вертикална и хоризонтална ос, и заменя унищожените парчета стъкло с ново в същия стил.
Западната розета, която е най-малката и най-старата, изобразява Света Дева, заобиколена от добродетелите и пороците. Диаметърът на западния прозорец е 9,6 метра и е направен около 1225 година, като парчетата стъкло са поставени в дебела кръгла каменна рамка. В този прозорец не остава нито едно от оригиналните стъкла, пресъздаден е през 19 век. В катедралата се намира статуя, известна под името „Парижката Света Богородица“. Тази скулптура от 14 век е пренесена тук от параклиса Сент Енян. След дълъг брачен период без да има наследник, Луи XIII дава обет, че ако има син, ще реконструира катедралата. Когато през 1638 г. му се ражда момче, той започва изпълнението на обета си. Тази работа отнема 60 години. От този обет са креслата в хора на катедралата, покрити с дърворезби, изобразяващи сцени от живота на Света Богородица.
Огънят от 2019 г. оставя трите големи средновековни розетни прозорци почти непокътнати, но с известни щети. Ректорът на катедралата отбелязва, че един прозорец трябва да бъде демонтиран, тъй като е нестабилен и изложен на риск. Повечето от другите повредени прозорци са с много по-малка историческа стойност.

### Статуи
- Свети Дени, който държи главата си в ръце, портал на Дева Мария
- Змията и Адам и Ева, централният портал на Страшния съд
- Архангел Михаил и Сатаната, централният портал на Страшния съд
- Стрикс, митологично същество – пазител, западна фасада
- Химера, митологично същество, пазител

Готическата катедрала е „liber pauperum“, „книга на бедните хора“, покрита със скулптури, ярко илюстриращи библейски разкази, за огромното мнозинство неграмотни енориаши. За да се допълни този ефект, цялата скулптура върху фасадите първоначално е била изрисувана и позлатена. Тимпанът над централния портал на западната фасада, с лице към площада, ярко илюстрира Страшния съд, с фигури на грешници, които се отвеждат в ада, а добрите християни се отвеждат на небето. Скулптурата на десния портал показва коронацията на Дева Мария, а левият портал показва живота на светците, които са важни за парижаните, по-специално Света Анна, майката на Дева Мария.
Екстериорът на катедралите и други готически църкви е украсен със скулптури на различни приказни и плашещи същества или чудовища. Те включват гаргойл, химера, митично хибридно същество, което обикновено има тяло на лъв и глава на коза, и стрикс, създание, наподобяващо бухал, за което се казва, че яде човешка плът. Стриксът се появява в класическата римска литература. Той е описан от римския поет Овидий, който е широко четен през Средновековието, като голяма птица с присвити очи, граблив клюн и сиво-бели крила. Фигурите са част от визуалното послание към неграмотните поклонници, символи на злото и опасността, които заплашват онези, които не следват ученията на църквата.
Гаргойлите, които са добавени около 1240 г., имат по-практична цел. Това са водоливници – краища на улуците, предназначени да разделят потока от вода, който се излива от покрива след дъжд, и да го насочат доколкото е възможно навън от опорите, стените и прозорците, за да не разруши хоросана, свързващ камъка. За да не се образуват големи потоци вода, са използвани голям брой гаргойли, проектирани като декоративен елемент на архитектурата. Дъждовната вода се стича от покрива в оловни улуци, след това по канали в летящите подпори (контрафорси) се насочва към задната част на гаргойла и се изхвърля от устата му.
Сред всички религиозни фигури част от скулптурната украса е посветена на илюстрирането на средновековната наука и философия. Централният портал на западната фасада е украсен с издълбани фигури, съдържащи кръгови плаки със символи на трансформация, взети от алхимията. Централният стълб на централната врата на Нотърдам включва статуя на жена на трон, държаща скиптър в лявата си ръка, а в дясната – две книги, една отворена (символ на общественото познание), а другата затворена (езотерично знание), заедно със стълба със седем стъпала, символизиращи седемте стъпки, които алхимиците следват в тяхното научно търсене за превръщане на обикновените метали в злато.
Много от статуите, особено гротеските, са отстранени от фасадата през 17 и 18 век, или са разрушени по време на Френската революция. Те за заменени с фигури в готически стил през 19 век.

## Интериор

### Органи
„Парижката Света Богородица" има един от най-добрите органи и съвършена акустика. Всяка неделя в 17:30 часа се провеждат безплатни концерти. Катедралата побира 9000 души.
През живота си големият орган многократно е дострояван, реконструиран, разширяван и реставриран. Един от най-ранните органи на Нотърдам, построен през 1403 г. от Фридрих Шамбант, е заменен между 1730 и 1738 от Франсоа Тиери. Инструментът по това време се състои от 46 регистри, разположени на пет ръководства. Бива разширяван и реконструиран от Франсоа-Анри Клико през 1788 г., Аристид Кавайе-Кол през 1868 г. и Буасо през 1960 г. По време на реставрацията на катедралата от Йожен Виолет-льо-Дюк, Аристид Кавайе-Кол построява нов орган, използвайки тръби от предишния инструмент. Органът е посветен през 1868 година. Той му придава романтично звучене като увеличава регистрите на 86, а механичният тракт е оборудван с лостовете на Баркер. При неговото изграждане е използвана по-голямата част от тръбите от оригиналния инструмент, 12 от които са оцелели до наши дни и е запазен стила на Луи XVI.
През 1904 г. Чарлз Мутен го модифицира и добавя няколко стопа. През 1924 г. е монтиран електрически вентилатор. Обширна реставрация и почистване са извършени от Жозеф Буше през 1932 г. Между 1959 и 1963 г. механичното действие на лостовете е заменено с електрическо такова от Жан Ерман и е инсталирана нова традиционна американска конзола. През есента на 1983 г. електрическата комбинационна система е изключена поради риск от късо съединение. Сътрудничеството със Синаптел през 1992 г. позволява компютризацията на органа, а медният кабел е заменен с оптически. Между 1990 г. и 1992 г. Жан-Лу Боасо, Бертран Катио, Филип Емериу, Мишел Жиру и Сосиете Синаптел преразглеждат и допълват инструмента. Инсталирана е нова конзола, използваща стоп-бутоните, педалите и ръчните клавиатури, ножните бутала и балансиращите педали от конзолата на Жан Ерман.
Между 2012 и 2014 г. Бертран Катио и Паскал Куарен възстановяват, почистват и променят органа. Действието му е подобрено, построена е нова конзола (с помощта на бутоните и педалите на конзолата от 1992 г.), ново затворено отделение, кутията и тръбите на фасадата са възстановени и е извършена обща настройка. Сегашният орган има 115 стопа (156 редици) на пет ръководства и повече от 8000 тръби.
Сред редицата други композитори, Цезар Франк и Камий Сен-Санс са едни от тези, свирили на този инструмент. Позицията на титулярен органист на Нотърдам заедно с поста на органист на катедралата Сен-Сюлпис се счита за една от най-престижните във Франция. От 1900 до 1937 г. този пост е заеман от Луи Виктор Жул Верн, с чието участие инструментът е разширен през 1902 и 1932 г., а трактът му е заменен с електропневматичен. През 1985 г. са назначени едновременно четири титулярни органисти, всеки от които, според традицията на 18 век, извършва услуги в продължение на три месеца в годината. От 1990 г. титулярните органисти на катедралата са трима музиканти: Оливие Латри, Филип Лефевр и Жан-Пиер Легю.
Освен големия орган „Парижката Света Богородица“ има и по-малък орган от тридесет регистра, разпръснати върху две клавиатури и педал. Той има 2000 тръби и е разположен на северната страна на хора на Нотърдам. Настоящият инструмент е създаден през 1969 г. от Робер Буасо. По време на пожара от 15 април 2019 г. пламъците го пощадяват, но той има повреди от водата в такива количества, че вероятно ще отнеме години преди да може да бъде използван отново.

### Камбани
Катедралата има 10 камбани, всяка от които има собствено име. Бурдонът, наречен Емануил, който е настроен на Фа диез, осигурява музикалния съпровод на някои от най-големите събития в историята на Франция, например коронацията на френски крале, заедно с важни събития като посещението на папата и други, които отбелязват края на военни конфликти, включително Първата и Втората световна война. Той също така звъни във време на скръб и печал, за да обедини вярващите в катедралата, като например за погребенията на френските държавни глави, трагедии като терористичните атаки на 11 септември 2001 г. и е запазен за специалните поводи на катедралата като Коледа, Великден и Възнесение Господне. Тази конкретна камбана е шедьовърът на цялата група камбани, които тежат общо 13 тона и за щастие е спасен от опустошенията, възникнали по време на Френската революция. Според познавачите на звука на камбани и музиканти, бурдонът Емануил все още е един от най-красивите звукови инструменти и един от най-забележителните в Европа. Той датира от 15 век и е преработен през 1681 г. по искане на крал Луи XIV, който му дава името Емануил.
Има и четири камбани, които заменят унищожените по време на Френската революция. Поставени на върха на северната кула през 1856 г., те се използват ежедневно за основни служби, и да маркират часовете. Първата от тези камбани, наречена Анжелик-Франсоаз, тежи 1,915 kg и е настроена на До диез; следващата камбана се нарича Антоанет-Шарлот, тежаща 1,335 kg и настроена на Ре диез. След това се появява камбаната, наречена Жасинт-Жан с тегло 925 kg, настроена на Фа, а четвъртата камбана е с име Денис-Давид и тежи 767 kg и точно като голямата камбана Емануил е настроена на Фа диез. Няколко години по-късно, през 1867 г., е поставен карийон от три камбани в шпила с други два камбанки, свързани с монументалния часовник, както и още три камбани разположени в самата структура на катедралата Нотърдам, така че да могат да се чуят вътре. Те не са използват и са мълчаливи, макар че се разглежда проект и е възможно карийонът да бъде върнат към предишната си слава. Четирите камбани, въведени през 1856 г., се съхраняват в склад от февруари 2012 г.
Около година по-късно се произвежда нова серия от осем камбани за северната кула на катедралата, заедно с Гранд Бел за Южната кула, точно копие на оригиналните преди унищожението им по време на Френската революция. Конструирането на камбаните с точност и прецизност за постигане на желания звук е поверено на две отделни компании, една във Франция за осемте камбани и една в Белгия за Гранд Бел. Всяка една от новите камбани е наречена с имена, които са избрани да отдадат почит на светци и други личности, оформили живота на Париж и катедралата Нотърдам.
Емануил е придружен от още една голяма камбана в южната кула, наречена Мария. Малко над шест тона и настроена на До диез, Мария е втората по големина в катедралата. Тя също се нарича Малък Бурдон или дрон-камбана, защото се намира до Емануил в южната кула. Построен в леярна в Холандия и има гравирани фрази като много отличителна черта, нещо, което е различно в сравнение с другите камбани – фразите „Je vous salue Marie“ на френски и „Via viatores quaerit“ на латински, които означават „Здравей, Мария“ (където камбаната получава името си – Дева Мария) и „Пътят търси пътници“. Под фразата се появява образ на бебето Исус и неговите родители, заобиколен от звезди и релеф с Поклонение на влъхвите. Звукът на Мария се чува само на 1 януари (Нова година) в полунощ и замества Емануил за международни събития.
В Северната кула има осем камбани, вариращи по размер. Гавриил е най-голямата камбана там, тежи четири тона и звукът ѝ е в Ла диез. Тя е кръстена на Архангел Гавриил, който обявява раждането на Исус от Дева Мария. Построена е в леярна извън Париж през 2013 г. и отбелязва часовете на деня. Подобно на Емануил и Мария, Габриел се използва за отбелязване на конкретни събития – използва се главно за службите в неделя в обикновени времена и някои тържества. Има 40 кръгови линии, представящи 40-те дни, които Исус прекарва в пустинята и 40-те години, през които Моисей прекосява Синай.
| Име                            | Посветена на                                                  | Кръстник                                      | Година | Основател          | Маса (kg) | Диаметър (cm) | Бележки | Кула    | Картинка |
| ------------------------------ | ------------------------------------------------------------- | --------------------------------------------- | ------ | ------------------ | --------- | ------------- | ------- | ------- | -------- |
| Емануил (Емануил-Мария-Тереза) | Исус Христос, Емануил Мария-Тереза Испанска                   | Луи XIV Мария-Тереза Испанска                 | 1685   | Флорентин Льо Ге   | 13271     | 262           | Fa#2    | Южна    |          |
| Мария                          | Богородица                                                    | Мария Тереза (велика херцогиня на Люксембург) | 2012   | манифактура Ейжсбу | 6023      | 206,5         | Sol#2   | Южна    |          |
| Гавриил                        | Архангел Гавриил                                              | Гавриил дьо Бройл                             | 2012   | Леярна Корний-Авар | 4162      | 182,8         | La#2    | Северна |          |
| Анна-Женевиева                 | Света Анна Свети Женевиева                                    | Женевиев Мулие                                | 2012   | Леярна Корний-Авар | 3477      | 172,5         | Si2     | Северна |          |
| Дионисий                       | Деонисий Парижки, първият владика на Париж                    | Денис Тилинак                                 | 2012   | Леярна Корний-Авар | 2502      | 153,6         | Do#3    | Северна |          |
| Марсел                         | Марсел Парижки, деветипт владика на Паеиж                     | Марсел Перес, музикант                        | 2012   | Леярна Корний-Авар | 1925      | 139,3         | Ré#3    | Северна |          |
| Стефан                         | Стефан Първомъченик Име на първатафренска базилика в Париж    | Етиен дьо Месмме                              | 2012   | Леярна Корний-Авар | 1494      | 126,7         | Mi#3    | Северна |          |
| Бенедикт-Жозеф                 | Бенедикт XVI                                                  | Бенедикт XVI                                  | 2012   | Леярна Корний-Авар | 1309      | 120,7         | Fa#3    | Северна |          |
| Морис                          | Морис дьо Сюли, 72 владика на Париж, основател на катедралата | Етиен Рико,                                   | 2012   | Леярна Корний-Авар | 1011      | 109,7         | Sol#3   | Северна |          |
| Жан-Мари                       | Жан-Мари Люстиже, (1981 – 2005)                               | Жан-Мари Дутийьол                             | 2012   | Леярна Корний-Авар | 782       | 99,7          | La#3    | Северна |          |
| Общо                           |                                                               |                                               |        |                    | 35 485    |               |         |         |          |

Анна-Женевиева е втората по големина камбана в Северната кула и четвъртата по големина в катедралата. Наречена на две светии: свети Анна, майката на Дева Мария и Свети Женевиева, покровителка на Париж, настроена е на Си и тежи три тона. Има три кръгови линии, които представляват Светата Троица и три богословски добродетели. Подобно на Емануил, Мария и Гавриил, Анна-Женевиева се използва за отбелязване на конкретни моменти като отварянето на вратите към службата за Цветница или опяването на тялото на починалия архиепископ на Париж.
Дионисий е третата по големина камбана в Северната кула и петата по големина в катедралата. Кръстена е на Свети Дионисий, мъченикът, който също е първият епископ на Париж около 250 г. Тежи 2 тона и звукът ѝ е в До диез. Този звънец включва третата фраза на ангела, „Ето слугинята на Господа“. Има седем кръгови линии, които представят дарбите на Светия Дух и седемте тайнства.
Марсел е четвъртата по големина камбана в Северната кула и шестата по големина в катедралата. Звъкът на Марсел е в Ре диез и тежи почти 2 тона. Кръстена е на Свети Марсел, деветият парижки епископ, известен с неуморното си обслужване на бедните и болните в пети век. Камбаната, която носи неговото име в знак на почит, има гравирано четвъртото изречение от молитвата Ангел Господен: „Да ми бъде според словото ти“.
Стефан е петата по големина камбана в Северната кула и седмата по големина в катедралата. Кръстена е на свети Стефан, първият християнски мъченик. Звукът ѝ е „Ми диез“ и тежи 1,5 тона, като най-забележителната характеристика е златната ивица малко над табелката с името.
Бенедикт-Жозеф е шестата по големина камбана в Северната кула и осмата по големина в катедралата. Кръстена е в чест на папа Бенедикт XVI, използвайки френската версия на неговото папско име в съчетание с неговото истинско име Жозеф. Звукът е До и тежи 1,3 тона. Тя има две сребърни ивици в основата и една сребърна ивица над табелката. Използва се за сватби, а понякога и за часовете, замествайки Гавриил.
Морис е седмата по големина камбана в Северната кула и втората поред най-малка в катедралата. Кръстена е на Морис дьо Сюли, епископа на Париж, който полага първия камък за изграждането на катедралата. Тя включва надписа: „Моли се за нас, Света Богородица“. Звукът на Морис е в „Сол диез“ и тежи един тон. Има две сиви ивици под табелката с името. Използва се за сватби.
Жан-Мари е най-малката камбана на катедралата. Кръстена е на кардинал Жан-Мари Люстиже, епископ на Париж от 1981 до 2005 г., и върху него е гравирано осмото и последно изречение от молитвата Ангел Господен: „Да бъдем достойни за Христовите обещания“. Звучи в „Ла диез“ и тежи 0,780 тона. Има малка сива ивица. Използва се за сватби.
Зад главния олтар се намира скулптурна композиция на Никола Кусту – „Пиета“. Виждат се статуите на Луи XIII и Луи XIV.

### Картини
Нотърдам притежава серия от 76 картини, предлагани на катедралата от Братството на златарите, почти всяка година на 1 май в чест на Дева Мария, а това от 1630 до 1707 г. През 1449 г. е учредена традицията на предлагането през май на Парижката Нотърдам. Тази традиция има различни форми във времето. В петнадесети век е дърво, украсено с панделки, издигнати пред високия олтар. Тогава традицията еволюира към дарбата на нещо като скиния, към която са приложени стихове. От 1533 г. са окачени и малки картини, свързани с живота на Дева Мария. Наричат ги малки меси. През 1630 г. малките платна са заменени от големите. Те са големи картини с размери най-малко 3,5 на 2,5 метра.
Тези картини са спонсорирани от известни художници. Художниците трябва да представят своите скици на каноните на катедралата. След основаването на Кралската академия по рисуване и скулптура през 1648 г. избраните артисти са членове или близки до последните. Тези поръчки бързо се превръщат във вид на конкурс за религиозна живопис. Техният обект обикновено е свързан с деянията на апостолите. След като ги излагат на площада, те са окачени на нивото на аркадите на кораба или хора.
В началото на 18 век „Братството на златарите“ претърпява големи финансови затруднения в резултат на катастрофалното състояние на Франция по това време и това е краят на тази красива традиция.
Много от тези картини са разпръснати по време на революцията и много изчезнали. Възстановени след това, някои от тях са в Лувъра, други в някои църкви или в други френски музеи. Останали са около петдесет. Най-важните са откупени от катедралата и днес украсяват страничните параклиси на кораба на Нотърдам.

## Хазна

### Крипта и съкровищница
В инвентаризациите от 1343 и 1416 г. не се споменават примитивните стаи, където се помещава първото съкровище на Нотърдам, използвано като паричен резерв, когато е необходимо. Кралете на Франция продават монети или ги изпращат във време на криза или война. Разграбено през 1793 г., съкровището е възстановено през 1804 г., включително предаването на архиепископа на Париж на мощите на Сент Шапел и обогатено с подаръци.
В западната част на „Парижката Света Богородица“ днес се намира съкровищницата, където се съхраняват ценни богослужебни предмети. Сегашното съкровище на Нотърдам е изложено в нео-готическата сграда на сакрастията, построена между 1840 и 1845 г. под ръководството на Ласус и Виолет-льо-Дюк, разположена на юг от катедралния хор. До нея се стига през един от дясните странични параклиси на хора. Обществеността може да я посети всеки ден, освен в неделя. Тук се намират престижни произведения като трънния венец, други реликви на Страстите Христови, мостранция и реликварий, голям бароков аналой и колекция от камеи на папите.
Археологическата крипта, разположена под площада на катедралата „Парижката Света Богородица“ е създадена през 1965 г. за защита на редица исторически артефакти, открити по време на строителните работи и по време на археологическите разкопки между 1965 и 1972 г., обхващащи периоди от най-ранното селище в Париж до днешния ден и отразяващи богатата и бурна история на френската столица. Криптата се управлява от музея Карнавале и съдържа голяма експозиция, подробни модели на архитектурата от различни периоди. Основната характеристика, която все още се вижда, е подовото отопление, монтирано по време на римската окупация. Дълга е 80 метра. Криптата е открита като музей през 1980 г. и представлява интерес за любителите на историята и археологията.

### Сакристия
През 1930-те години е осъзната необходимостта от изграждането на нова сакристия, тъй като предишната сграда, построена от Суфло през 1758 г., е сериозно повредена по време на бунтовете от 29 юли 1830 г. и има тъжна съдба на 14 февруари 1831 г., когато архиепископският дворец и сакристията са разграбени и разрушени. Бюджетът от 2 650 000 франка за реставрацията на катедралата, гласуван от Народното събрание през 1845 г., позволява несамо обновяването на светилището, но и изграждането на нова сграда, което струва 665 000 франка. Що се отнася до стила, Виолет-льо-Дюк избрира този от 13 век, за да е в хармония с храма на катедралата.

### Реликви
Основните експонати са реликвариите на Трънния венец и фрагмент от Христовия кръст, както и гвоздей от него. Само реликвариите дарени от различни дарители през 19 век (включително Наполеон I и Наполеон III) са представени на обществеността. По време на революцията съкровището е ограбено, а различните предмети разпръснати или разрушени.
В центъра на съкровището е реликварият на кръста, който е там от 1828 г. Счита се, че съдържа парче от истинския кръст и гвоздей. Има златен лист с надпис на гръцки, който потвърждава, че фрагментът принадлежи на византийския император Мануил I Комнин, починал през 1180 година.
Друго ценно произведение е древният реликварий на трънния венец, създаден през 1804 г. от Шарл Кайе. Според мита, трънният венец е дарен от Балдуин II, последен латински император на Константинопол, на краля на Франция – Сент Луи. По време на реставрацията от 1845 г., извършена от екипа на Виолет-льо-Дюк, създаването на нов реликварий на трънния венец е наложително. Този нов реликварий, в позлатен бронз и сребро, диаманти и скъпоценни камъни, датира от 1862 г. Той е с височина 88 cm и ширина 49 cm.
Съкровището съдържа и мощите на Сент Луис, крал на Франция: дрехи (включително туниката), фрагмент от челюстта и ребро. Изложени са предимно обекти от 19 и 20 век, които преди това са били разграбени, унищожени, разпръснати или разтопени по време на революцията. В коридорите има много ценни ръкописи и печатни книги, сувенири на Виолет-льо-Дюк и неговите възстановителни работи, спомени и на тримата убити архиепископи. В основната зала има колекция от сребърни прибори и реликварии, включително Мадона и дете, дарени на катедралата от крал Шарл X през 1826 г.

## Важни събития
Катедралата „Парижката Света Богородица" е свидетелка на редица важни събития от живота на Париж.
През 1229 г., в четвъртък, Реймон VII от Тулуза прави унизителен обред, публична обява за възстановяване на честта след наказание и признание на вината. Луи IX депозира светата корона (трънния венец) през 1239 г. до завършването на строителството на Сент Шапел. Филип IV открива първите генерални щати на кралство Франция през 1302 година.
Тук се състои коронацията на крал Хенри VI от Англия през 1431 г., към края на Стогодишната война (1337 – 1453 г.), на 10 годишна възраст. Той никога не е признат. Шарл VII вече е коронован за крал на Франция през 1429 г. в Реймс. През 1456 година е открит процеса на рехабилитация на Жана д'Арк. Бракът на Мария Стюарт, кралица на Шотландия с дофена Франсоа (син на Анри II, бъдещ Франсоа II) се състои на 24 април 1558 г. Чества се тържественото погребение на Франсоа I дьо Гиз, след убийството му по време на обсадата на Орлеан през 1563 година.
Бракът на Елизабет Валоа с Филип II, крал на Испания е на 22 юни 1559 г., сватбата между Маргьорит дьо Валоа и Анри Наварски (бъдещ Анри IV) е на 18 август 1572 г. (шест дни преди клането на Вартоломеевата нощ). На 22 март 1594 г. Анри IV празнува влизането си в Париж, отбелязвайки повторното завземане на столицата след пет години въстание в Католическата лига. През 1660 г. Te Deum се изпълнява по повод брака на Луи XIV. Анри дьо Тюрен се отрича от протестантската вяра през 1668 година.
С указ от 2 ноември 1789 г. за национализация на имуществото на духовенството, катедралата става собственост на държавата.
На 10 ноември 1793 г., Нотърдам се превръща в храм на Разума от Парижката комуна, за да практикува култа към Върховното същество. На 2 декември 1804 г. в катедралата е коронясан Наполеон Бонапарт I в присъствието на папа Пий VII. Кръщението на Наполеон II става през юни 1811 г. Бракът на Наполеон III се състои на 30 януари 1853 г.
На 12 февруари 1931 г. мексиканският интелектуалец Антониета Ривас Меркадо се застрелва в сърцето пред олтара, вдъхновявайки филма „Антониета“ от Карлос Саура. През април 1944 г. тържествено е приет маршал Филип Петен от кардинал Еманюел-Селестен Сюар, архиепископ на Париж. На 26 август 1944 г., в присъствието на генерал дьо Гол и генерал Льоклер, се пее „Магнификат“ за освобождаването на Париж. На 9 май 1945 г. кардинал Сюар посреща в катедралата генерал дьо Гол, членове на правителството и посланици на САЩ, СССР и Великобритания. Архиепископът извършва служба, по време на която се пее „Te Deum“ на благодарността за победата, последвана от „Марсилезата“ към големия орган.
В катедралата се извършва опелото при много национални погребения на държавни служители: Морис Барес (1923 г.), френски писател, маршал Дерфинан Фош (1929 г.), маршал Жозеф Жофър (1931 г.), Реймон Поанкаре (1934), президент на Франция, маршал Филип Льоклер дьо Отклок (1947 г.), маршал Жан дьо Латр дьо Тасини (1952 г.), Пол Клодел (1955 г.), френски поет и драматург, маршал Алфонс Жуен (1967 г.), Шарл дьо Гол (12 декември 1970 г.), Жорж Помпиду (април 1974 г.), Франсоа Митеран (януари 1996 г.).
„Парижката света Богородица“ е посещавана от папа Йоан Павел II и папа Бенедикт XVI.
От 12 декември 2012 г. до 24 ноември 2013 г. се празнува 850-годишнината на катедралата.
На 21 май 2013 г. френският писател, публицист и есеист Доминик Венер се самоубива с изстрел в главата пред олтара.
Вечерта на 15 април 2019 г., по време на строителни дейности при мащабна реставрация, избухва голям пожар, обхванал целия покрив и шпила. Пожарът гори около 15 часа и унищожава целия покрив, но пожарникарите спасяват двете кули на фасадата. Заради реставрацията голяма част от експонатите са изнесени и така не са пострадали. 
Катедралата е възстановена след пожара от 2019 г. и отваря отново врати за обществеността на 7 декември 2024 г.